# Óscar Alvarado
Óscar Alvarado var en friidrottare från Chile. Han deltog vid olympiska sommarspelen 1928.